# راز عاشقانه من
راز عاشقانه من (انگلیسی: My Secret Romance; کره‌ای: 애타는 로맨스) یک مجموعهٔ تلویزیونی کره جنوبی سال ۲۰۱۷ با بازی سونگ هون و سونگ جی اون است. این مجموعه از ۱۷ آوریل تا ۳۰ مه ۲۰۱۷ روزهای دوشنبه و سه‌شنبه ساعت ۲۱:۰۰ (کی‌اس‌تی) از اوسی‌ان برای ۱۴ قسمت پخش شد. راز عاشقانه من همچنین در اکسوسو، اپ موبایل اس‌کی تلکام منتشر شد.
راز عاشقانه من در 2017 Top Creator Audition که توسط سازمان محتوای خلاق کره برگزار می‌شود، انتخاب شد. این مجموعه اولین درام روزهای دوشنبه و سه‌شنبه شبکه اوسی‌ان و همچنین اولین درام با موضوع عاشقانه در این شبکه است.

## بازیگران

### اصلی
- سونگ هون در نقش چا جین ووک[۳] (گینو چا)
- سونگ جی اون در نقش لی یو می[۴] (یومی لی)
- کیم جه یونگ در نقش جونگ هیون ته (جفری جونگ)
- جونگ دا سول در نقش جو هه ری[۵] (آنی جو)